# Melchior Ernst von Creytzen
Melchior Ernst von Creytzen, auch Kreytzen (* 20. Mai 1627; † 19. April 1692 in Königsberg) war ein brandenburgisch-preußischer Jurist und Diplomat.

## Leben

### Herkunft und Familie
Melchior Ernst von Creytzen war Angehöriger der preußischen Linie Groß Peisten des Adelsgeschlechts von Creytzen. Seine Eltern waren der preußische Erbherr auf Kapsitten, Polkitten, Gertlack und Schreitlack, Georg von Creytzen (1601–1651) und Dorothea, geborene von Schlieben († 1653). Er vermählte sich 1655 mit Elisabeth Luise von Lehndorff (1636–1711), mit der er die Söhne Johann Albrecht († 1720), 1701 preußischen Grafenstand und Georg Ernst († 1737), Hauptmann von Tilsit und Sehesten († 1737) hatte.

### Werdegang
Creytzen wurde am 19. Juni 1677 Wirklicher Geheimer Rat und gleichzeitig zum Preußen Hofrichter, Land- und Tribunalsrat bestellt. Wegen der Belehnungsgeschäfte Brandenburgs mit Draheim, Lauenburg und Bütow wurde er als Gesandter an den polnischen Hof geschickt. Er war auch Hofgerichtspräsident und Erbherr auf Kapsitten.